# Geyikpınar, Akıncılar
Geyikpınar là một xã thuộc huyện Akıncılar, tỉnh Sivas, Thổ Nhĩ Kỳ. Dân số thời điểm năm 2011 là 129 người.